# پردازش فرادما

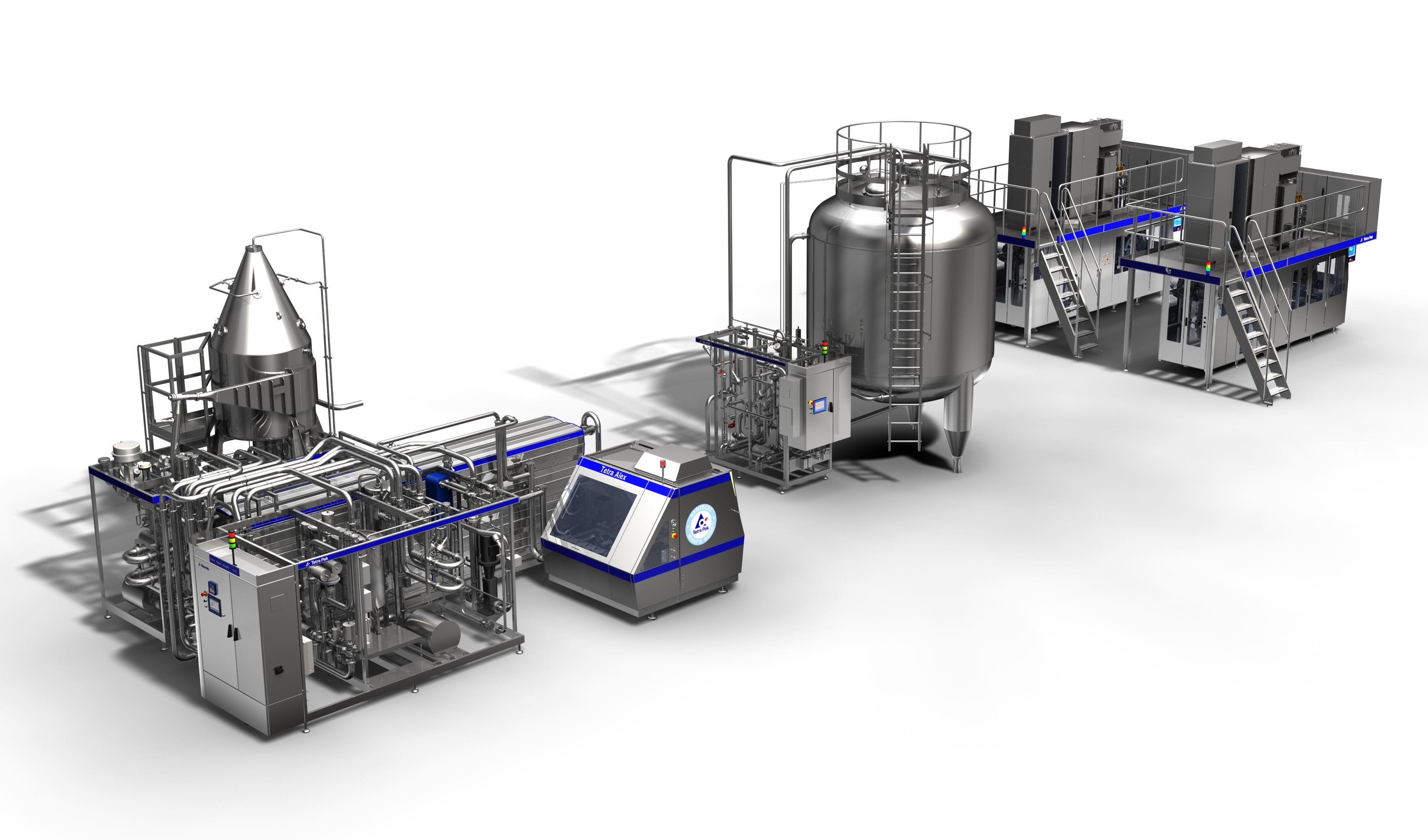
A تترا پاک خط فراپاستوریزاسیون.

پردازش فرادما یا پردازش با دمای بسیار بالا (به انگلیسی: Ultra-high-temperature processing)، تیمار فراگرما یا فراپاستوریزاسیون. - یک روش پردازش غذا است که غذای مایع را با گرما دادن تا دمای ۱۴۰ درحه سیلسیوس (۲۸۴ درجه فارنهایت) گندزدایی می‌کند- دمای لازم برای از بین بردن اندوسپورهای باکتریایی - برای مدت دو تا پنج ثانیه است. UHT بیشتر در تولید شیر استفاده می‌شود، اما این فرایند برای آب میوه، خامه، شیر سویا، ماست، شراب، سوپ، عسل و خورش‌ها نیز استفاده می‌شود. شیر UHT اولین بار در دهه ۱۹۶۰ تولید شد و در دهه ۱۹۷۰ به‌طور کلی برای مصرف در دسترس قرار گرفت. گرمای استفاده شده در فرایند UHT می‌تواند باعث قهوه ای شدن مایلارد و تغییر طعم و بوی لبنیات شود. یک فرایند جایگزین پاستوریزاسیون فلاش است که در آن شیر تا ۷۲ درجه سلسیوس (۱۶۲ درجه فارنهایت) گرم می‌شود برای حداقل پانزده ثانیه.
شیر UHT بسته‌بندی‌شده در یک کانتینر ضدعفونی کننده یک زندگی متوسط یخچالی انباری بین شش تا نه ماه را دارد. در مقابل، شیر سریع-پاستوریزه شده زندگی قفسه ای تقریبی دو هفته ای از پردازش شدن یا تقریباً یک هفته پس از قرار گرفتن برای فروش را دارد.

## تاریخچه
متداول‌ترین روش استفاده شده برای تهیه شیر امن و با عمر انباری مناسب عملیات گرمایی است. اولین سیستم دربارهٔ گرم کردن غیرمستقیم با جریان پایدار (۱۲۵ درجه سیلسیوس یا ۲۵۷ درجه فارنهایت برای ۶ دقیقه) در سال ۱۸۹۳ تولید شد. در سال ۱۹۱۲ یک روش حرارت مستقیم با جریان پیوسته همراه با مخلوط کردن هوا با شیر در دماهای ۱۳۰ تا ۱۴۰ درجه(۲۶۶ تا ۲۸۴ درجه فارنهایت) اختراع شد. با این حال، بدون سیستم‌های بسته‌بندی آسپتیک تجاری موجود برای بسته‌بندی و نگهداری محصول، چنین فناوری به خودی خود چندان مفید نبود و توسعه بیشتر تا دهه ۱۹۵۰ متوقف شد. در سال ۱۹۵۳، APV پیشگام فناوری تزریق بخار بود که شامل تزریق مستقیم بخار از طریق یک نازل مخصوص طراحی شده بود که دمای محصول را فوراً با نام تجاری Uperiser بالا می‌برد. شیر در قوطی‌های استریل بسته‌بندی شده بود. در دهه 1960 APV اولین سیستم تزریق بخار تجاری را با نام تجاری Palarisator راه اندازی کرد.

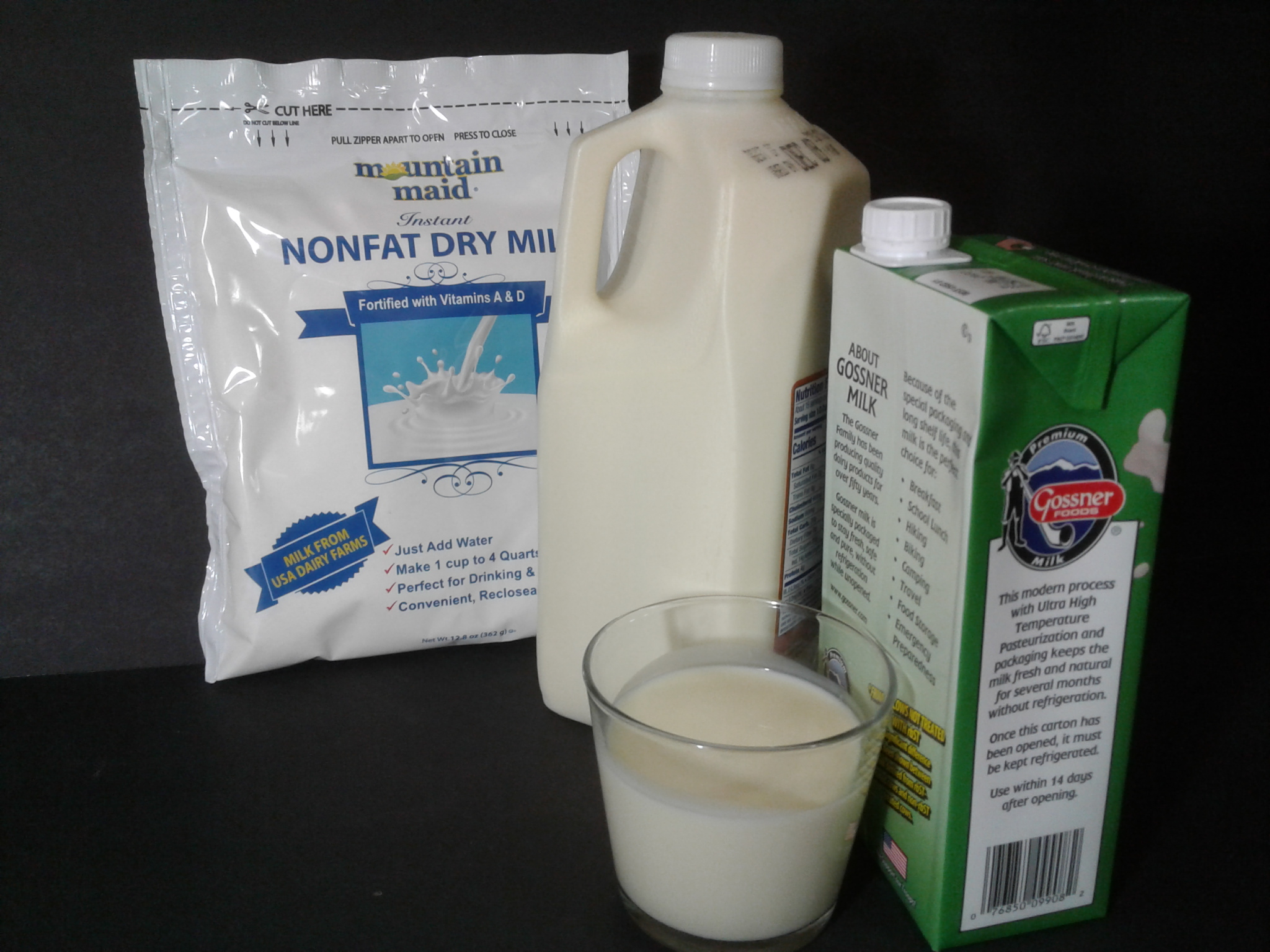

در سال ۱۹۵۲ و در سوئد، تتراپک جعبه‌های مقوایی چهارضلعی را عرضه کرد. آن‌ها در دهه ۱۹۶۰ بعد از پیشرفت‌های تکنولوژیک همراه با جمع‌آوری جعبه و تکنولوژی‌های جمع‌آوری ضدعفونی شده همراه با گسترش بین‌المللی، به یک پیشرفت تجاری دست یافتند. در فرآوری آسپتیک، محصول و بسته‌بندی به‌طور جداگانه استریل می‌شوند و سپس در یک فضای استریل ترکیب و مهر و موم می‌شوند، برخلاف کنسرو که ابتدا محصول و بسته‌بندی با هم ترکیب می‌شوند و سپس استریل می‌شوند.
قانون واردات شیر ۱۹۸۳ به دست پارلمان بریتانیا تصویب شد، همراه با شکایت موفقیت‌آمیز به دادگاه دادگستری اروپا که مانع از ممنوعیت واردات شیر UHT توسط دولت شد.
شرکت پارمالات شیر UHT خود در ژوئن ۱۹۹۳ را به ایالات متحده عرضه کرد. در بازار ایالات متحده، مشتریان از مصرف شیری که در شرایط تبرید تحویل داده نشده ناراضی هستند و تمایلی به خرید آن ندارند. برای مبارزه با این موضوع، شرکت پارمالات شیر UHT خود را در ظروف قدیمی به فروش می‌رساند که به‌طور غیرضروری از راهروی یخچال فروخته می‌شود. شیر UHT همچنین برای بسیاری از محصولات لبنی استفاده می‌شود.
دولت انگلستان در سال ۲۰۰۸ پیشنهاد تولید ۹ واحد از هر ۱۰ واحد به روش UHT را تا پایان سال ۲۰۲۰ را داد. این روش به اعتقاد آنها نیاز به تبرید را به‌طور محسوسی کاهش داده و در نتیجه با کاهش انتشار گازهای گلخانه ای به محیط زیست کمک می‌کند. با این حال صنعت شیر با این امر مخالفت کرد و این پیشنهاد رها شد.

## فناوری
پردازش در دمای فوق بالا در کارخانه‌های تولیدی پیچیده صورت می‌گیرد به شکلی که چندین مرحله پردازش غذا و بسته‌بندی به صورت خودکار و به ترتیب انجام می‌شود:
- گرمایش فلاش
- خنک‌کننده فلاش
- یکسان‌سازی
- بسته‌بندی اسپتیک

در مرحله گرما دادن، مایع اصلاح شده ابتدا ا تا دمای غیر بحرانی (برای شیر،۷۰–۸۰ درجه سلسیوس (۱۵۸–۱۷۶ درجه فارنهایت) پیش گرم می‌شود و سپس به سرعت تا دمای مورد نیاز فرایند گرم می‌شود. دو نوع فناوری گرمایش وجود دارد: مستقیم، که در آن محصول در تماس مستقیم با بخار داغ قرار می‌گیرد، و غیر مستقیم، که در آن محصول و محیط گرمایش توسط سطوح تماسی تجهیزات جدا می‌شوند. اهداف اصلی طراحی، هم از نظر کیفیت محصول و هم از نقطه نظر بازدهی، حفظ دمای بالای محصول برای کوتاه‌ترین مدت ممکن و اطمینان از توزیع یکنواخت دما در سراسر مایع است.

## دستگاه‌های گرمایش مستقیم
سیستم‌های مستقیم این مزیت را دارند که محصول برای مدت زمان کوتاه تری در دمای بالا نگهداری می‌شود و در نتیجه آسیب حرارتی محصولات حساس مانند شیر را کاهش می‌دهد. دو گروه از سیستم‌های مستقیم وجود دارد:
- مبتنی بر تزریق، که در آن بخار با فشار بالا به مایع تزریق می‌شود. اجازه گرمایش و سرمایش سریع را می‌دهد، اما فقط برای برخی از محصولات مناسب است. از آنجایی که محصول با نازل داغ تماس پیدا می‌کند، احتمال گرم شدن بیش از حد موضعی وجود دارد.
- مبتنی بر تزریق (Infusion)، که در آن مایع از طریق یک نازل به محفظه ای با بخار فشار بالا در غلظت نسبتاً کم پمپ می‌شود و سطح تماس بزرگی را فراهم می‌کند. این روش گرمایش و سرمایش تقریباً لحظه ای و توزیع یکنواخت دما را ایجاد می‌کند و از گرمای بیش از حد موضعی جلوگیری می‌کند. برای مایعات با ویسکوزیته کم و زیاد مناسب است.

## دستگاه‌های گرمایش غیرمستقیم
در سیستم‌های غیر مستقیم، محصول توسط یک مبدل گرمایی جامد مشابه آنچه برای پاستوریزاسیون استفاده می‌شود، گرم می‌شود. با این حال، با اعمال دماهای بالاتر، به منظور جلوگیری از جوشش، باید فشارهای بالاتری اعمال شود. سه نوع مبدل در حال استفاده وجود دارد:
- مبدل‌های صفحه‌ای،
- مبدل‌های لوله‌ای
- مبدل‌های سطح خراشیده.

برای راندمان بالاتر، از آب یا بخار تحت فشار به عنوان وسیله ای برای گرم کردن خود مبدل‌ها استفاده می‌شود، همراه با یک واحد احیا که امکان استفاده مجدد از محیط و صرفه جویی در انرژی را فراهم می‌کند.

## خنک‌کنندۀ فلاش
پس از گرم شدن، محصول داغ به یک لوله نگهدارنده و سپس به یک اتاقک خلاء منتقل می‌شود، جایی که به‌طور ناگهانی دما را از دست می‌دهد و تبخیر می‌شود. این فرایند که به عنوان خنک‌کننده فلاش شناخته می‌شود، خطر آسیب حرارتی را کاهش می‌دهد، میکروب‌های گرمادوست را به دلیل کاهش ناگهانی دما غیرفعال می‌کند، مقداری یا تمام آب اضافی حاصل از تماس با بخار را از بین می‌برد و برخی از ترکیبات فرار را که تأثیر منفی دارند بر روی کیفیت محصول حذف می‌کنند. میزان خنک سازی و مقدار آب حذف شده توسط سطح خلاء تعیین می‌شود که باید به دقت کالیبره شود.

## یکسان‌سازی
همگن‌سازی (هموژنیزاسیون) بخشی از فرایند به خصوص برای شیر است. هموژنیزاسیون یک عملیات مکانیکی است که منجر به کاهش اندازه و افزایش تعداد و سطح کل گلبول‌های چربی در شیر می‌شود. این امر تمایل شیر به تشکیل خامه در سطح را کاهش می‌دهد و در تماس با ظروف، پایداری آن را افزایش می‌دهد و آن را برای مصرف‌کنندگان خوش طعم تر می‌کند.

## کاربرد در سراسر جهان
شیر UTH یک موفقیت بزرگ را در اروپا تجربه کرده است به طوری که در قارهٔ اروپا از هر ده نفر، هفت نفر به‌طور مرتب آ را مصرف می‌کنند. در کشورهایی با آب و هوای گرمتر مانند اسپانیا، شیر UHT به دلیل هزینه بالای حمل و نقل یخچالی و «کابینت‌های خنک ناکارآمد» ترجیح داده می‌شود. UHT در شمال اروپا و اسکاندیناوی، به ویژه در دانمارک، فنلاند، نروژ، سوئد، انگلستان و ایرلند کمتر محبوب است. همچنین در یونان، جایی که شیر پاستوریزه تازه، به دلیل قوانین و نگرش‌های اجتماعی، محبوبیت کمتری دارد.
در حالی که اکثر شیرهای معمولی فروخته شده در ایالات متحده پاستوریزه هستند، سهم قابل توجهی از شیر ارگانیک فروخته شده در ایالات متحده تحت درمان با UHT است (شیر ارگانیک در مکان‌های کمتری تولید می‌شود و در نتیجه زمان بیشتری را در زنجیره تأمین می‌گذراند و بنابراین ممکن است قبل یا مدت کوتاهی پس از آن فاسد شود. در صورت پاستوریزه به فروش می‌رسد).
| کشور           | درصد |
| -------------- | ---- |
| Austria        | ۲۰٫۳ |
| Belgium        | ۹۶٫۷ |
| Croatia        | 73   |
| Czech Republic | ۷۱٫۴ |
| Denmark        | ۰٫۰  |
| Finland        | ۲٫۴  |
| France         | ۹۵٫۵ |
| Germany        | ۶۶٫۱ |
| Greece         | ۰٫۹  |
| Hungary        | ۳۵٫۱ |
| Ireland        | ۲٫۱  |
| Italy          | ۴۹٫۸ |
| Netherlands    | ۲۰٫۲ |
| Norway         | ۵٫۳  |
| Poland         | ۴۸٫۶ |
| Portugal       | ۹۲٫۹ |
| Slovakia       | ۳۵٫۵ |
| Spain          | ۹۵٫۷ |
| Sweden         | ۵٫۵  |
| Switzerland    | ۶۲٫۸ |
| Turkey         | ۵۳٫۱ |
| United Kingdom | ۸٫۴  |

## اثرات روی کیفیت

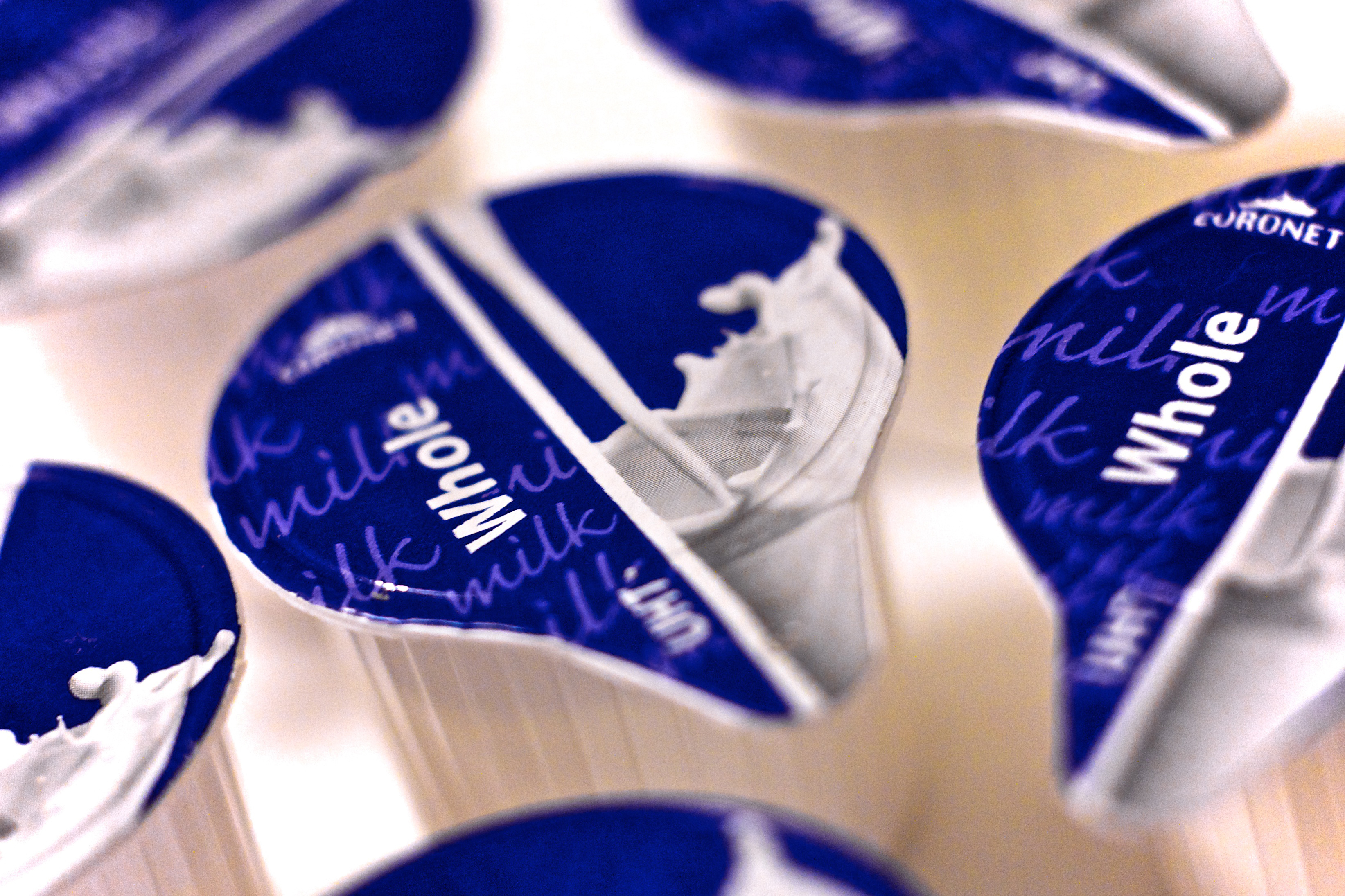
کپسول‌های شیر UHT

شیر UHT حاوی همان مقدار کالری و کلسیم شیر پاستوریزه است. مقداری از ویتامین B 12، ویتامین C (که شیر منبع قابل توجهی نیست) و تیامین می‌تواند در شیر UHT از بین برود. شیر UHT حاوی ۱ فولات در ۱۰۰، در حالی که شیر پاستوریزه حاوی ۹ </link>
ساختار پروتئین شیر UHT با ساختار پروتئین شیر شیر پاستوریزه متفاوت است، که مانع از جدا شدن آن در پنیر سازی می‌شود.
دو مطالعه منتشر شده در اواخر قرن بیستم نشان داد که UHT محافظت شده باعث می‌شود پروتئین‌های موجود در شیر گسترش یابد و صاف شود، و گروه‌های سولفیدریل (SH) که قبلاً «دفن شده» هستند، که معمولاً در پروتئین طبیعی پنهان می‌شوند، باعث می‌شوند طعم‌های بسیار پخته یا سوخته توسط دهان انسان حس شود. یک مطالعه با بی حرکت کردن سولفیدریل اکسیداز در شیر خیس گرم UHT، محتوای تیول را کاهش داد و پس از اکسیداسیون آنزیماتیک طعم بهبود یافته را گزارش کرد. دو نویسنده آمریکایی قبل از گرم شدن، ترکیب افلاونوئید ایپیکاتچین را به شیر اضافه کردند و کاهش جزئی آرائشی تولید شده از طریق ترم را گزارش دادند.